# ХІТ (футзальний клуб)
Футзальний клуб ХІТ або просто ХІТ — професіональний український футзальний клуб з Києва, починаючи з сезону 2016/17 років виступає в футзальній Екстра-лізі. Триразовий чемпіон України. Мав також команду з пляжного футболу.

## Історія
Заснована 2005 року команда спочатку складалася зі співробітників ТОВ «Еней». На початку власної історії ХІТ брав участь в аматорському турнірі «Бізнес-ліга» та неодноразово ставав його переможцем. Окрім цього, «ХІТ» успішно виступав у всеукраїнських змаганнях з пляжного футболу, завоювавши 2016 року Кубок України.
2014 року «ХІТ» взяв участь в першому розіграші Аматорської футзальної ліги України. Команда зуміла спочатку пробитися у фінальну частину турніру, в якому взяло участь 15 команд, після чого стала чемпіоном України серед аматорів. У фінальному матчі вищої ліги команда під керівництвом Олега Лук'яненка здобула перемогу над львівським «Княжим ринком» з рахунком 2:0. Найкращим гравцем турніру став Ігор Борсук, а захисником — Олександр Корнійчук, які грали за ХІТ.
2015 року «ХІТ» переходить з аматорського футзалу в професіональний, команда заявляється в Першу лігу чемпіонату країни. «ХІТ» доходить до фіналу Кубка України, в якому поступається аматорської київській команді «Манзана». Окрім цього «ХІТ» стає чемпіоном Першої ліги, у вирішальному матчі здобувши перемогу над київським «Епіцентром КЗ» з рахунком 6:2.
У наступному сезоні 2015/16 років «ХІТ» повністю повторює досягнення попереднього. Спочатку команда знову потрапляє в фінал Кубка України, де поступається в цього разу харківському «Локомотиву» з рахунком 2:4. У той же час київській команді вдається повторно стати чемпіоном Першої ліги, випередивши київську «Манзану», яка стала другою. Окрім цього, капітан ХІТа й гравець національної збірної команди України Ігор Борсук визнається найкращим гравцем чемпіонату.
Сезон 2016/17 років «ХІТ» проводить в Екстра-лізі. За підсумками першого кола новачок вищого дивізіону впевнено лідирував в чемпіонаті, а Сергія Журбу визнали найкращим гравцем 2016 року. Проте у чемпіонаті «ХІТ» зрештою фінішував 4-м. 
У сезоні 2017/18 років кияни знову посіли 4-те місце, проте виграли Суперкубок України, а гравець киян Олександр Педяш став кращим бомбардиром чемпіонату. Через рік «ХІТ» вперше здобув бронзові нагороди Екстра-ліги, а в 2019-2020 роках срібні.
У сезоні 2020/21 «ХІТ» вдруге в історії завоював бронзові медалі Екстра-ліги.
31 травня 2023 року у п'ятій вирішальній грі фіналу плей-оф Екстра-ліги підопічні Олега Лук'яненка в Івано-Франківську здолали місцевий «Ураган» і вперше в історії стали чемпіонами України з футзалу, а гравець киян Євгеній Жук став кращим бомбардиром турніру, забивши 33 м'ячі. 17 серпня 2023 року «ХІТ» здобув свій другий Суперкубок України, здолавши у вирішальному матчі «Кардинал-Рівне» (2:0).
Сезон 2023/24 знову став чемпіонським для клубу. У фіналі плей-оф кияни у трьох матчах обіграли львівську «Енергію» - 5:2, 2:2 (по пен: 4:3), 5:0 і вдруге в історії здобули золоті нагороди чемпіонату.
Найкращі бомбардири МФК «ХІТ» в Екстра-лізі (після завершення сезону 2024/25)

Колишній логотип клубу.

| №  | Ім'я                 | Роки виступів | Голи |
| -- | -------------------- | ------------- | ---- |
| 2  | Євген Жук            | 2017-н.ч.     | 137  |
| 1  | Олександр Педяш      | 2018-н.ч.     | 123  |
| 3  | Сергій Журба         | 2016-н.ч.     | 89   |
| 4  | Ігор Чернявський     | 2020 - н.ч    | 74   |
| 5  | Олександр Школьний   | 2015-2023     | 60   |
| 6  | Євген Сірий          | 2019-н.ч.     | 59   |
| 7  | Олександр Колесников | 2016-2021     | 35   |
| 8  | Даниїл Абакшин       | 2023-2024     | 28   |
| 9  | Ігор Борсук          | 2016-2021     | 27   |
| 10 | Орест Боргун         | 2018-2021     | 26   |

## Клубні кольори
| Небесно-блакитний |

## Досягнення
Футзал
- Екстра-ліга

 Чемпіон (3): 2022/23, 2023/24, 2024/25
- -  Срібний призер (1): 2019/20
  -  Бронзовий призер (2): 2018/19, 2020/21

- Кубок України
  -  Фіналіст (6): 2014/15, 2015/16, 2016/17, 2019/20, 2020/21, 2022/23

- Суперкубок України
  -  Володар (2): 2017, 2023

Перша ліга
 Чемпіон (2): 2015/16, 2016/17

Пляжний футбол
- Чемпіонат
  -  Чемпіон (1): 2015

## Відомі гравці
- Сергій Журба
- Олександр Педяш
- Ігор Борсук

## Тренери
- Олег Лук'яненко (2010—2018)
- Дмитро Шувалов (2018—2019)
- Олег Лук'яненко (2019—н.ч.)

## Стадіон
Домашні поєдинки проводить у залі спортивного комплексу ЦСК ЗСУ, який вміщує 500 сидячих місць.
Рекорди в еліті українського футзалу:
- Перший матч: 30 вересня 2016 року - ХІТ - ІнБев НПУ - 6:2;
- Перший гол: 30 вересня 2016 року - Ігор Борсук (ХІТ - ІнБев НПУ - 6:2);
- Найбільша перемога: 14:2 (4 грудня 2021 року, ХІТ - Сокіл);
- Найбільша поразка: 0:4 (21 травня 2017 року, ХІТ - Локомотив Х); 4:8 (22 квітня 2018 року, Енергія - ХІТ - 8:4)
- Перший хет-трик: 30 вересня 2016 року, Сергій Журба (ХІТ - ІнБев НПУ - 6:2);
- Перший покер: 21 жовтня 2017 року, Олександр Корнійчук (ХІТ - Ураган - 5:3)